# Michael Porter Jr.
Pour les articles homonymes, voir Michael Porter et Porter.
Michael Lamar Porter Jr., né le 29 juin 1998 à Columbia dans le Missouri, est un joueur américain de basket-ball évoluant au poste d'ailier voire d'ailier fort.

## Biographie

### Carrière universitaire
En juillet 2016, Michael Porter Jr. devait initialement rejoindre l'équipe universitaire des Huskies de Washington, mais fait ensuite marche arrière après le licenciement de Lorenzo Romar (en) et son staff dont faisait partie son père.
Le 24 mars 2017, Porter s'engage avec les Tigers du Missouri. Il manque la quasi-totalité de sa saison universitaire à cause d'une blessure au dos. Il revient sur les parquets le 8 mars 2018 et dispute ensuite la March Madness 2018 où les Tigers sont éliminés dès le premier tour face aux Seminoles de Florida State.

### Carrière professionnelle

#### Nuggets de Denver (2018-2025)
Michael Porter Jr. est sélectionné par les Nuggets de Denver à la 14e position de la draft 2018 de la NBA. Cependant, toujours des suites de la blessure au dos qu'il a subi au début de sa carrière universitaire, il ne joue pas de la saison 2018-2019.
Ses premiers pas sur un terrain NBA se produisent durant la saison 2019-2020, dans une défaite de son équipe ou il score 15 points. Néanmoins c'est lors de fin de saison qu'il montre des performances prometteuses. Avec deux matchs à plus de 30 points,, il termine les 8 matchs de la bulle avec des statistiques en augmentation par rapport à la saison régulière.
Lors de la saison 2020-2021, il réalise son record en carrière le 24 avril 2021 en inscrivant 39 points à 8/12 à trois points lors d'une victoire face aux Rockets de Houston.
Fin novembre 2021, Porter subit une troisième opération chirurgicale aux lombaires. Sa convalescence devrait lui faire manquer le reste de la saison en cours
Lors de la saison 2022-2023, il revient au jeu et il aide son équipe à finir premier de la Conférence Ouest. Ils battent en playoffs les Timberwolves du Minnesota lors du premier tour et les Suns de Phoenix au second tour. Ils battent les Lakers de Los Angeles 4-0 en finale de Conférence Ouest puis remportent le titre face au Heat de Miami.
Lors des playoffs 2025, les Nuggets affrontent le Thunder d'Oklahoma City, futur champion, en demi-finale de conférence. Les Nuggets s'inclinent 4 manches à 3. Sur les playoffs, Porter marque en moyenne 9,1 points contre 18,2 en saison régulière. Lors du septième match décisif contre le Thunder, il marque 6 points.

#### Nets de Brooklyn (depuis 2025)
En juillet 2025, Porter est envoyé aux Nets de Brooklyn en échange de Cameron Johnson,.

## Palmarès

### NBA
- Champion NBA en 2023 avec les Nuggets de Denver
- Champion de Conférence Ouest en 2023 avec les Nuggets de Denver

### Lycée
- McDonald's All-American Team en 2017.

## Statistiques

### Universitaires
| Saison    | Équipe   | Matchs | Titul. | Min./m | % Tir | % 3pts | % LF | Rbds/m. | Pass/m. | Int/m. | Ctr/m. | Pts/m. |
| --------- | -------- | ------ | ------ | ------ | ----- | ------ | ---- | ------- | ------- | ------ | ------ | ------ |
| 2017-2018 | Missouri | 3      | 1      | 17,7   | 33,3  | 30,0   | 77,8 | 6,67    | 0,33    | 1,00   | 0,33   | 10,00  |
| Carrière  | Carrière | 3      | 1      | 17,7   | 33,3  | 30,0   | 77,8 | 6,67    | 0,33    | 1,00   | 0,33   | 10,00  |

### Professionnelles
| Champion NBA |

#### Saison régulière
| Saison    | Équipe   | Matchs | Titul. | Min./m | % Tir | % 3pts | % LF | Rbds/m. | Pass/m. | Int/m. | Ctr/m. | Pts/m. |
| --------- | -------- | ------ | ------ | ------ | ----- | ------ | ---- | ------- | ------- | ------ | ------ | ------ |
| 2019-2020 | Denver   | 55     | 8      | 16,4   | 50,9  | 42,2   | 83,3 | 4,71    | 0,84    | 0,49   | 0,45   | 9,31   |
| 2020-2021 | Denver   | 61     | 54     | 31,3   | 54,2  | 44,5   | 79,1 | 7,30    | 1,15    | 0,66   | 0,89   | 19,05  |
| 2021-2022 | Denver   | 9      | 9      | 29,5   | 35,9  | 20,8   | 55,6 | 6,56    | 1,89    | 1,11   | 0,22   | 9,89   |
| 2022-2023 | Denver   | 62     | 62     | 29,0   | 48,7  | 41,4   | 80,0 | 5,50    | 1,05    | 0,60   | 0,47   | 17,42  |
| 2023-2024 | Denver   | 81     | 81     | 31,7   | 48,4  | 39,7   | 83,6 | 7,00    | 1,50    | 0,50   | 0,70   | 16,70  |
| Carrière  | Carrière | 268    | 214    | 27,8   | 49,9  | 41,0   | 80,7 | 6,20    | 1,20    | 0,60   | 0,60   | 15,70  |

#### Playoffs
| Saison   | Équipe   | Matchs | Titul. | Min./m | % Tir | % 3pts | % LF | Rbds/m. | Pass/m. | Int/m. | Ctr/m. | Pts/m. |
| -------- | -------- | ------ | ------ | ------ | ----- | ------ | ---- | ------- | ------- | ------ | ------ | ------ |
| 2020     | Denver   | 19     | 3      | 23,7   | 47,6  | 38,2   | 74,3 | 6,68    | 0,84    | 0,68   | 0,32   | 11,37  |
| 2021     | Denver   | 10     | 10     | 33,2   | 47,4  | 39,7   | 81,0 | 6,20    | 1,30    | 1,10   | 0,30   | 17,40  |
| 2023     | Denver   | 20     | 20     | 32,7   | 42,3  | 35,1   | 79,3 | 8,10    | 1,55    | 0,50   | 0,55   | 13,35  |
| Carrière | Carrière | 49     | 33     | 29,3   | 45,2  | 37,2   | 77,6 | 7,16    | 1,22    | 0,69   | 0,41   | 13,41  |

## Records sur une rencontre en NBA
Les records personnels de Michael Porter Jr. en NBA sont les suivants, :
| Type de statistique        | Saison régulière | Saison régulière                | Saison régulière | Playoffs | Playoffs                    | Playoffs          |
| Type de statistique        | Record           | Adversaire                      | Date             | Record   | Adversaire                  | Date              |
| -------------------------- | ---------------- | ------------------------------- | ---------------- | -------- | --------------------------- | ----------------- |
| Points                     | 39               | 2 fois                          | 2 fois           | 28       | Jazz de l'Utah              | 19 août 2020      |
| Paniers marqués            | 16               | Pelicans de La Nouvelle-Orléans | 5 février 2025   | 12       | Trail Blazers de Portland   | 22 mai 2021       |
| Paniers tentés             | 23               | 2 fois                          | 2 fois           | 21       | Trail Blazers de Portland   | 22 mai 2021       |
| Paniers à 3 points réussis | 8                | Rockets de Houston              | 24 avril 2021    | 6        | 3 fois                      | 3 fois            |
| Paniers à 3 points tentés  | 15               | @ Rockets de Houston            | 4 avril 2023     | 12       | @ Trail Blazers de Portland | 3 juin 2021       |
| Lancers francs réussis     | 9                | @ Thunder d'Oklahoma City       | 3 août 2020      | 7        | @ Lakers de Los Angeles     | 18 septembre 2020 |
| Lancers francs tentés      | 9                | @ Thunder d'Oklahoma City       | 3 août 2020      | 8        | @ Lakers de Los Angeles     | 18 septembre 2020 |
| Rebonds offensifs          | 7                | Magic d'Orlando                 | 4 avril 2021     | 4        | 2 fois                      | 2 fois            |
| Rebonds défensifs          | 14               | Spurs de San Antonio            | 2 avril 2024     | 12       | @ Jazz de l'Utah            | 30 août 2020      |
| Rebonds totaux             | 16               | Spurs de San Antonio            | 2 avril 2024     | 13       | Heat de Miami               | 2 juin 2023       |
| Passes décisives           | 5                | 5 fois                          | 5 fois           | 4        | 2 fois                      | 2 fois            |
| Interceptions              | 4                | @ Heat de Miami                 | 27 janvier 2021  | 3        | 2 fois                      | 2 fois            |
| Contres                    | 4                | Warriors de Golden State        | 25 décembre 2023 | 2        | Trail Blazers de Portland   | 22 mai 2021       |
| Balles perdues             | 5                | @ Hornets de Charlotte          | 11 mai 2021      | 3        | 5 fois                      | 5 fois            |
| Minutes jouées             | 45               | Jazz de l'Utah                  | 8 août 2020      | 48       | Trail Blazers de Portland   | 1er juin 2021     |

- Double-double : 57 (dont 7 en playoffs)
- Triple-double : 0

Dernière mise à jour : 21 avril 2025

## Sa vie en dehors du basket-ball
En 2020, pendant la pandémie de Covid-19, Porter déclare sur Snapchat qu'il pense que la maladie est « utilisée […] pour le contrôle de la population ». Ces remarques suscitent une certaine controverse et valent à Porter d'être réprimandé par Snapchat. Le commissaire de la NBA, Adam Silver, a lui aussi réagi sur le sujet. 